# Nguyễn Chính Tuân
Nguyễn Chính Tuân hay Nguyễn Sĩ Tuân là thượng thư thời Lê sơ, đỗ hoàng giáp năm 1514.

## Thân thế
Nguyễn Chính Tuân là người làng Xuân Lũng, huyện Sơn Vi, phủ Lâm Thao, xứ Sơn Tây.

## Sự nghiệp
Ông đậu hoàng giáp khoa Giáp Tuất niên hiệu Hồng Thuận năm 1514. Ông làm quan đến chức thượng thư, tước Ngọc quận công. Khi nhà Mạc giành ngôi nhà Lê sơ, ông không chịu theo Mạc.

## Nhận định
Phan Huy Chú có viết một mục về ông tại phần "Bề tôi tiết nghĩa" trong Lịch triều hiến chương loại chí, ở phần "Nhân vật chí". Theo Phan Huy Chú, Nguyễn Chính Tuân được khen là có tiết nghĩa do không theo nhà Mạc.